# Aelius Festus Aphthonius
Aelius Festus Aphthonius est un grammairien latin du quatrième ou du cinquième siècle après Jésus-Christ.
On lui doit un De metris, traité de métrique en quatre livres qui fut ajouté à l'Ars grammatica de Gaius Marius Victorinus un peu avant 400.